# Forças de Defesa do Tigray
As Forças de Defesa do Tigray ou Forças de Defesa do Tigré são uma estrutura militar que surgiu durante a Guerra do Tigray, expandindo-se em reação à decisão do governo etíope de escalar uma estratégia de terra arrasada em Tigray. As Forças de Defesa do Tigray tem experiência em guerra de guerrilha.

## Composição
Consistem em uma fusão das Forças Especiais do governo regional do Tigray, soldados que desertaram da Força de Defesa Nacional da Etiópia, milícias locais, membros de partidos políticos tigrínios, como a Frente de Libertação do Povo Tigray, o Congresso Nacional do Grande Tigray, Salsay Weyane Tigray, o Partido da Independência Tigray e outros, juntamente com vários jovens que fugiram para as montanhas.
Dentro das Forças de Defesa do Tigray, os analistas acreditam que a influência relativa da Frente de Libertação do Povo Tigray foi enfraquecida, em benefício de outros componentes, muitas vezes relativamente novos.

## Transição de força regular para força de guerrilha
Antes do início das hostilidades, as Forças Especiais do Tigray funcionavam como uma força militar tradicional bem suprida e treinada no uso de armas pesadas. A Força de Defesa Nacional da Etiópia e a Força Aérea da Etiópia alvejaram com sucesso o equipamento pesado das Forças Especiais durante as primeiras semanas da guerra, com a ajuda de drones dos Emirados Árabes Unidos. No entanto, muitos desses equipamentos foram abandonados pelas Forças Especiais antes de serem alvejados. A liderança regional do Tigray sabia que tais equipamentos seriam inúteis para o tipo de guerra que teriam de travar.

## Modo operacional
Em 2020-2021, as Forças de Defesa do Tigray operam como uma força de guerrilha na Guerra do Tigray. Os relatórios de batalha são emitidos pelo porta-voz Gebre Gebretsadik.
As Forças de Defesa do Tigray possuem os dois componentes mais críticos para conduzir uma guerra de guerrilha: profundo conhecimento do terreno geográfico e sociopolítico e uma população solidária. Também tem esconderijos de armas e uma abundância de combatentes, bem como oficiais treinados profissionalmente.
O modo operacional das Forças de Defesa do Tigray é lançar ataques à noite, derrotar soldados etíopes e eritreus, tomar seu equipamento e reutilizá-lo contra eles. Para se comunicar, transmitem por intermédio das pessoas "porque esta guerra também é delas".

## Estratégia
Depois que a Força de Defesa Nacional da Etiópia e os soldados das Forças de Defesa da Eritreia assumiram o controle das principais cidades do Tigray no final de 2020, as tropas das Forças de Defesa do Tigray recuaram para redutos no interior montanhoso central da região. Lá, as Forças de Defesa do Tigray consolidou forças e se reorganizaram para uma transição para o combate ao estilo de guerrilha. Seguindo o que foi uma retirada estratégica para o interior acidentado, as tropas das Forças de Defesa do Tigray se reorganizaram em pequenos destacamentos de dez a oitenta combatentes, altamente móveis e com armas leves. Esses destacamentos foram então divididos em unidades específicas de missão.